# Луций Сергий Павел (консул 94 г.)
Вижте пояснителната страница за други личности с името Луций Сергий Павел.
Луций Сергий Павел (на латински: Lucius Sergius Paullus) e политик и сенатор на Римската империя през 1 век.
Произлиза от фамилията Сергии. Негов прародител e християнинът Луций Сергий Павел (проконсул на Кипър), който е споменат от апостол Павел в Посланието към римляните (Acts 13:6 – 13) между 56 – 58 г. Роднина е и на Луций Сергий Павел (суфектконсул 151, консул 168 г.).
Около 94 г. Луций Сергий Павел e суфектконсул.